# アンティオキア攻囲戦
アンティオキア攻囲戦（アンティオキアこういせん、Siege of Antioch）は第1回十字軍の主要な攻城戦の一つ。1097年10月から1098年6月まで、シリア地方の重要都市アンティオキアを舞台に戦われた。
第一段階は、十字軍が都市を守るセルジューク朝系のテュルク人などムスリムに対して行った攻城戦で、1097年10月21日に始まり1098年6月2日に都市が陥落して終了した。
第二段階は、アンティオキアを制圧した十字軍に対し救援に駆け付けたムスリム軍が行った攻城戦で、1098年6月7日に始まり6月28日に十字軍が城外でムスリム軍を破り終了した。

## 背景
アンティオキアはかつてセレウコス朝およびローマ帝国のもとで東地中海随一の大都会として繁栄した街であり、中世にはウマイヤ朝と東ローマ帝国が争奪する前線の都市となって荒廃に向かったものの、6世紀の皇帝ユスティニアヌス1世が築いて以来の難攻不落の城壁で知られる重要都市であった。城郭都市は、西はオロンテス川に面し、南は急な谷間に守られ、東はハビーブン・ナッジャル山（シルピウス山）の頂にまで城壁が登っており山頂には城砦を構えているという攻めるに難く守るに易い構造であった。
1085年にはセルジューク朝がアンティオキアを東ローマ帝国から奪った。この時は内部からの裏切りによって入城に成功したため、再建・強化されたばかりの城壁は無傷のままであった。1088年以来アンティオキアの統治にあたっていたのはヤギ＝シヤーン（Yaghi-Siyan）という人物であった。ヤギ＝シヤーンは1097年の春から夏にかけてアナトリア半島を進んできた十字軍に注目していたシリア地方の数少ない領主で、近隣のセルジューク系ムスリム政権に救援を呼び掛けたがどこからも返事がなかった。有力な勢力には、ダマスカスのシリア・セルジューク朝の王ドゥカーク（Duqaq）と、ドゥカークとは仲の悪い兄弟でありシリア・セルジューク朝を分裂させて戦っているアレッポの王リドワーン（Ridwan）があったが、彼らは決して共闘しようとはしなかった。
十字軍を迎え撃つに当たって、ヤギ＝シヤーンは市内に多数住むキリスト教徒が十字軍に呼応するのを恐れ、正教会のアンティオキア総主教イオアンニス7世を捕らえ、ギリシャやアルメニアの正教徒を城外に追放したが、シリア正教会の信徒たちは留まることを許された。

## 十字軍の到着

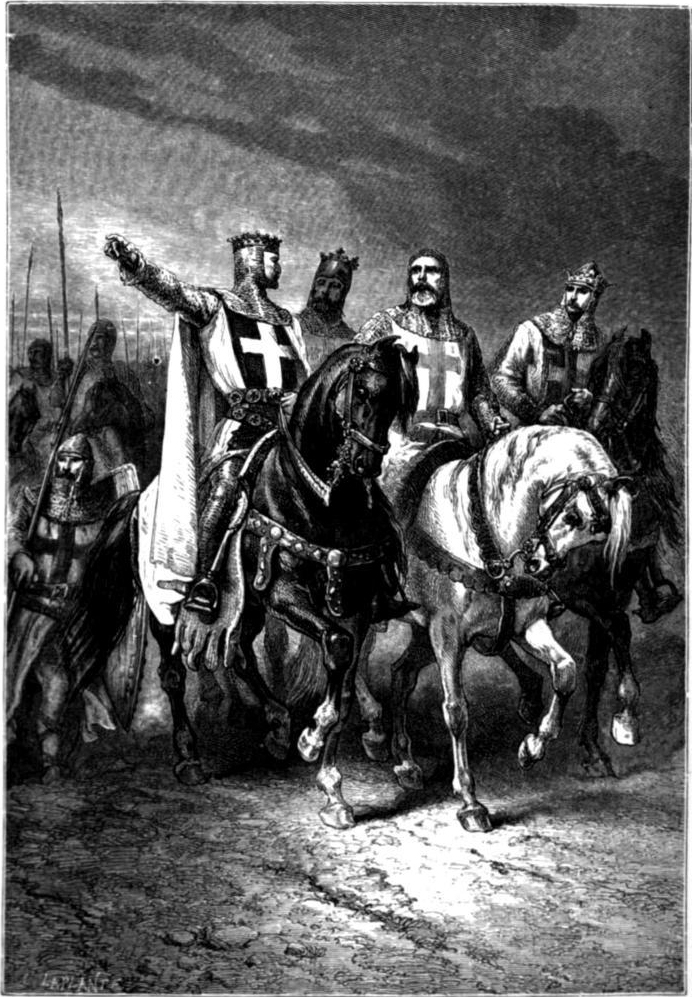
タラント公ボエモンをはじめとする十字軍諸侯の指導者たち

十字軍は1097年10月20日、アンティオキア城外のオロンテス川河畔に姿を現した。当時、十字軍の指導者とみなされていた人物にはゴドフロワ・ド・ブイヨン、タラント公ボエモン、トゥールーズ伯レーモンらがいたが、この3人はアンティオキアをどう攻撃すべきかで見解の相違があった。レーモンはアンティオキアの城壁を直接攻撃することを主張したが、ボエモンとゴドフロワはじっくりと攻囲戦に取り掛かることを主張した。レーモンはしぶしぶ同意し、翌10月21日に攻囲戦を開始したが、十字軍の兵力ではアンティオキアの城壁を完全に包囲することはできなかった。東ローマ帝国が築いた城壁は直接攻撃に耐えうる堅固なものであったが、城内のヤギ＝シヤーンの側には直接攻撃された場合に必要な兵力は揃っていなかった。このため、十字軍が直接攻撃でなく攻囲戦にかかったのを見てヤギ＝シヤーンは胸をなでおろした。
ボエモンは市の北東角の「聖パウロ門」に宿営を張り、レーモンはさらに西の「犬門」の前に、ゴドフロワはやはり西の「公爵門」（オロンテス川を渡りタレンキ村に至る舟橋がある）の前に陣を張った。南の「二人姉妹の塔」、北西角の「聖ゲオルギオス門」には十字軍の包囲が及ばず、攻囲戦の間中、これらの門は城内への補給に使用され続けた。東の山頂の城塞と「鉄門」は万一の場合の籠城の場所であった。

## 第一回攻囲戦

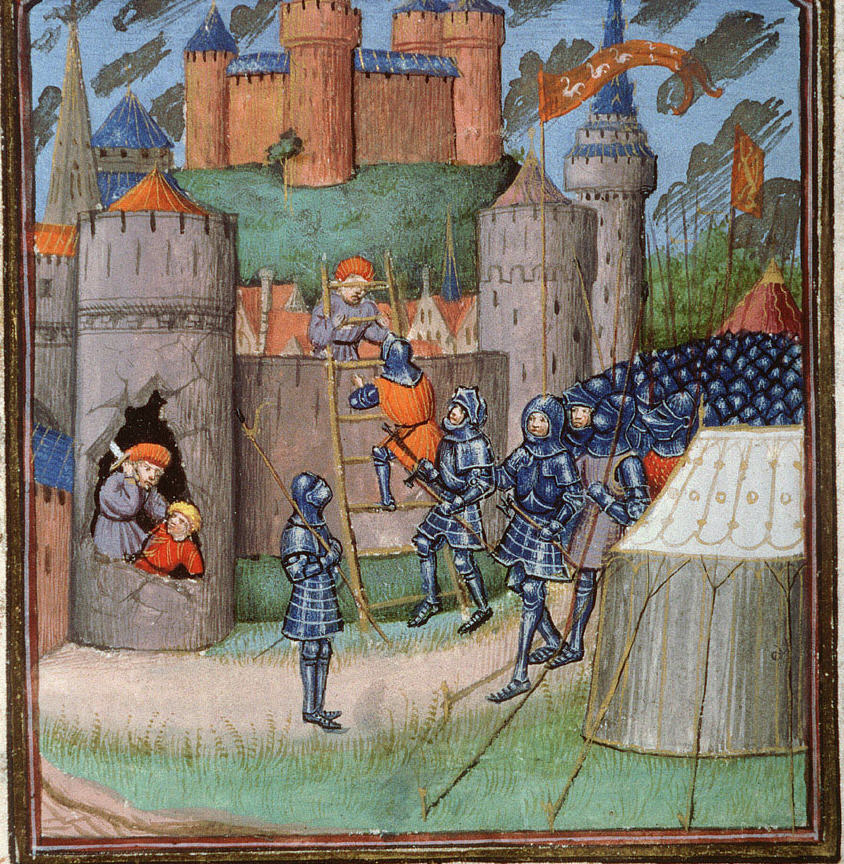
アンティオキアの包囲、15世紀前半の写本挿絵

11月半ばには、ボエモンの甥のタンクレードが増援に現われた。またジェノヴァ共和国の船団がアンティオキア付近の聖シモン港に入港して多数の食糧や補充品を運び込んだ。攻囲戦は思いのほか長引き、12月にはゴドフロワが病に倒れ、充分だったはずの食糧も近づく冬を前に底をつき始めた。12月末、ボエモンとフランドル伯ロベールは2万人ほどの兵を引き抜き糧食徴発のために南に向かった。包囲する兵力が少なくなったことを見抜いたヤギ＝シヤーンは、12月29日に聖ゲオルギオス門から出撃し、川向こうのタレンキ村にあったレーモンの宿営に突撃を仕掛けた。レーモンはこれを撃退することはできたものの城内に突入することはできなかった。その間、ボエモンとロベールの軍は、アンティオキア救援にやってきたダマスカスのシリア・セルジューク朝の王ドゥカークの軍と衝突していた。十字軍側はこの戦いには勝ったが、食糧を充分略奪・徴発できないままアンティオキアに引き返さざるを得なかった。
12月は双方にとって不吉な出来事が起こったまま過ぎていった。12月30日には地震があり、それから数週間は寒冷な気候と季節はずれの豪雨に襲われた。十字軍は地震におののき、ドゥカークも地震や悪天候のため十字軍とはそれ以上戦わずしてダマスカスへ帰っていった。

### 飢餓
食糧不足のため、アンティオキアを包囲する十字軍の宿営内では飢餓が発生し、人間も馬もばたばたと死んでいった。全軍で7人のうち1人は飢えで死に、軍馬は700頭しか残らなかった。民衆十字軍の生き残りであり隠者ピエールに率いられて陣営にいた特に貧しい兵士たちのうちから、死んだ敵兵の死体を食べる人肉食に走る者が現われた。騎士らのうちにはあえて飢えを耐えようとする者もあった。しかし多くは馬の死体などを食べた。
シリアのキリスト教徒や、追放されてキプロス島にいた正教会のエルサレム総主教シモンらは十字軍へ食糧を送ろうとしたが、これも飢餓を和らげることはできなかった。翌1098年1月には、騎士や兵士の中から脱走者が出始めた。その中には隠者ピエールもおり、すぐさま発見されてタンクレードによって宿営に連れ戻された。十字軍に参加した兵や民衆から崇拝されていた彼の権威は、ここに来て地に墜ちた。

### タティキオスの離脱

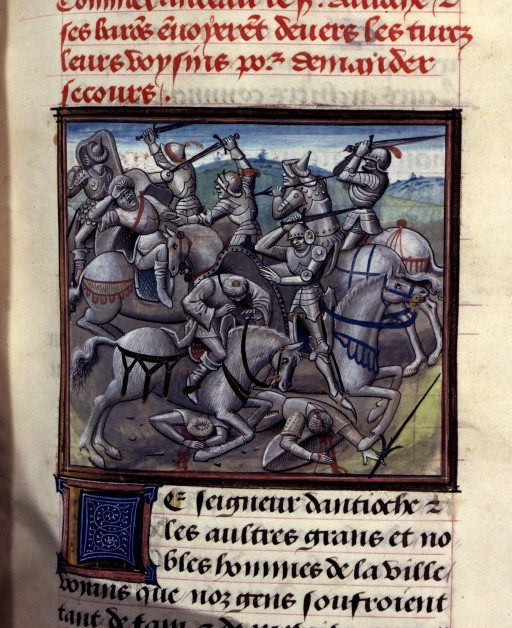
ギヨーム・ド・ティールの年代記、『Historia』の15世紀の写本の挿絵

2月に入ると、東ローマ帝国の将軍で、皇帝アレクシオス1世コムネノスの特使として十字軍に付いて助言やアナトリア半島の道案内などを行ってきたタティキオスが、突然十字軍の宿営を離れた。アレクシオス1世の娘アンナ・コムネナの書いた歴史書によれば、十字軍はタティキオスの助言を聞くのを拒み続け、ボエモンはタティキオスに、「他の十字軍諸侯らの間にはタティキオスが秘密裏にセルジューク側を助けているという説があり殺す計画もある」と打ち明けたという。
一方でボエモンは、タティキオスは裏切ったか、臆病になって敵前逃亡したのだと主張し、アンティオキアを東ローマ帝国に返還するという義務はもはや守らなくて良くなったと公言した。ボエモンはまた、アンティオキア陥落後にアンティオキアを自分の領地とする許しが下りないならば自分も陣営を離れると言い始めた。タティキオスに対して暗殺の陰謀があるなどと打ち明けて陣営を離れることを勧めたのは、おそらくアンティオキア領有を主張するための策略であった。ゴドフロワとレーモンはボエモンの脅しを相手にしなかったが、下級騎士や兵士らの間ではボエモンを支持する声が広がった。この間、ヤギ＝シヤーンは近隣のムスリム政権へ救援を求め続けており、アレッポからリドワーン率いる軍勢が到着した。しかし2月9日にアンティオキア近郊のハリムでドゥカーク同様に十字軍に破れ、アンティオキアを助けないまま退却していった。

### 補給と砦の建設

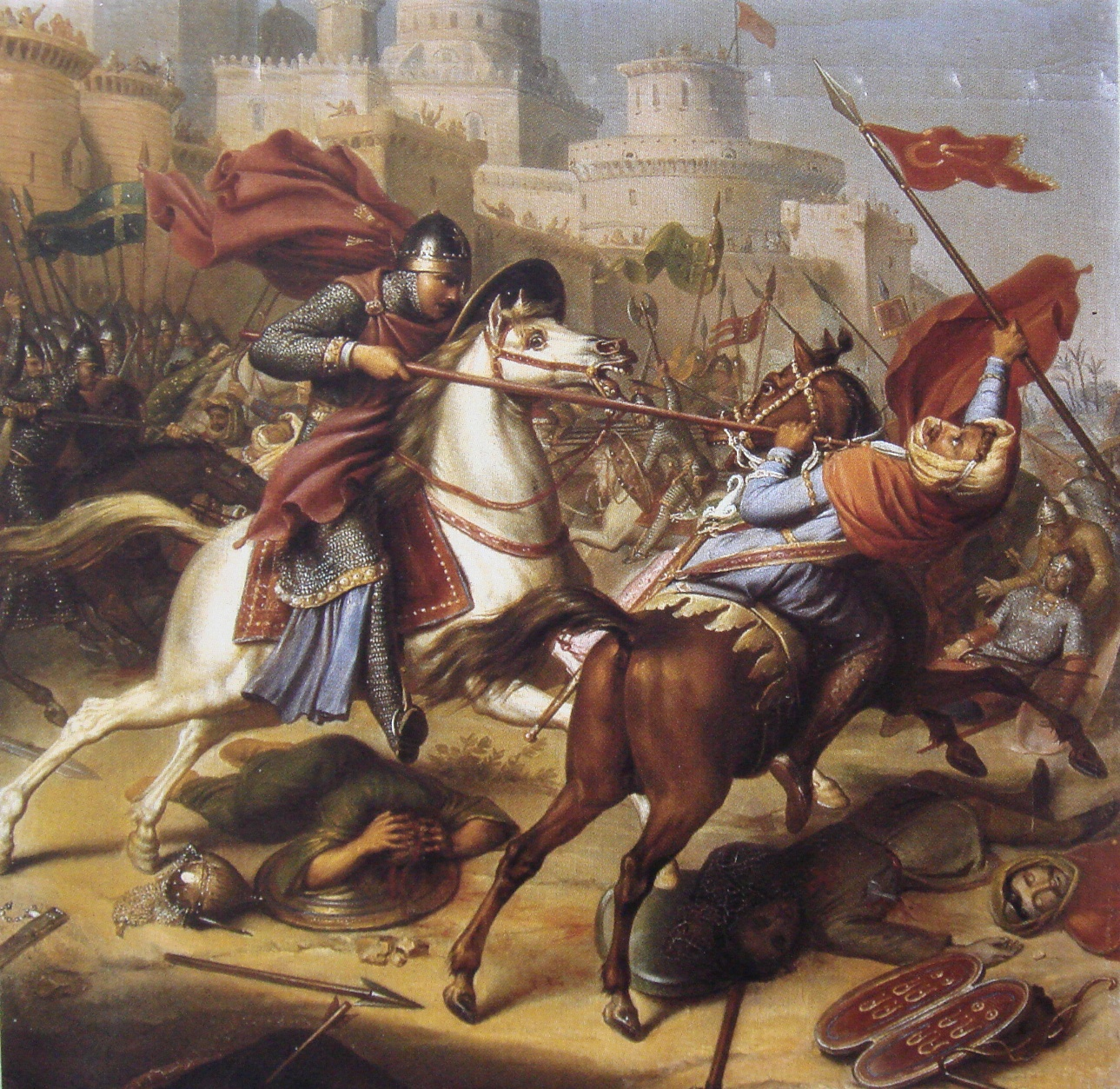
アンティオキア攻囲戦で戦うノルマンディー公ロベール

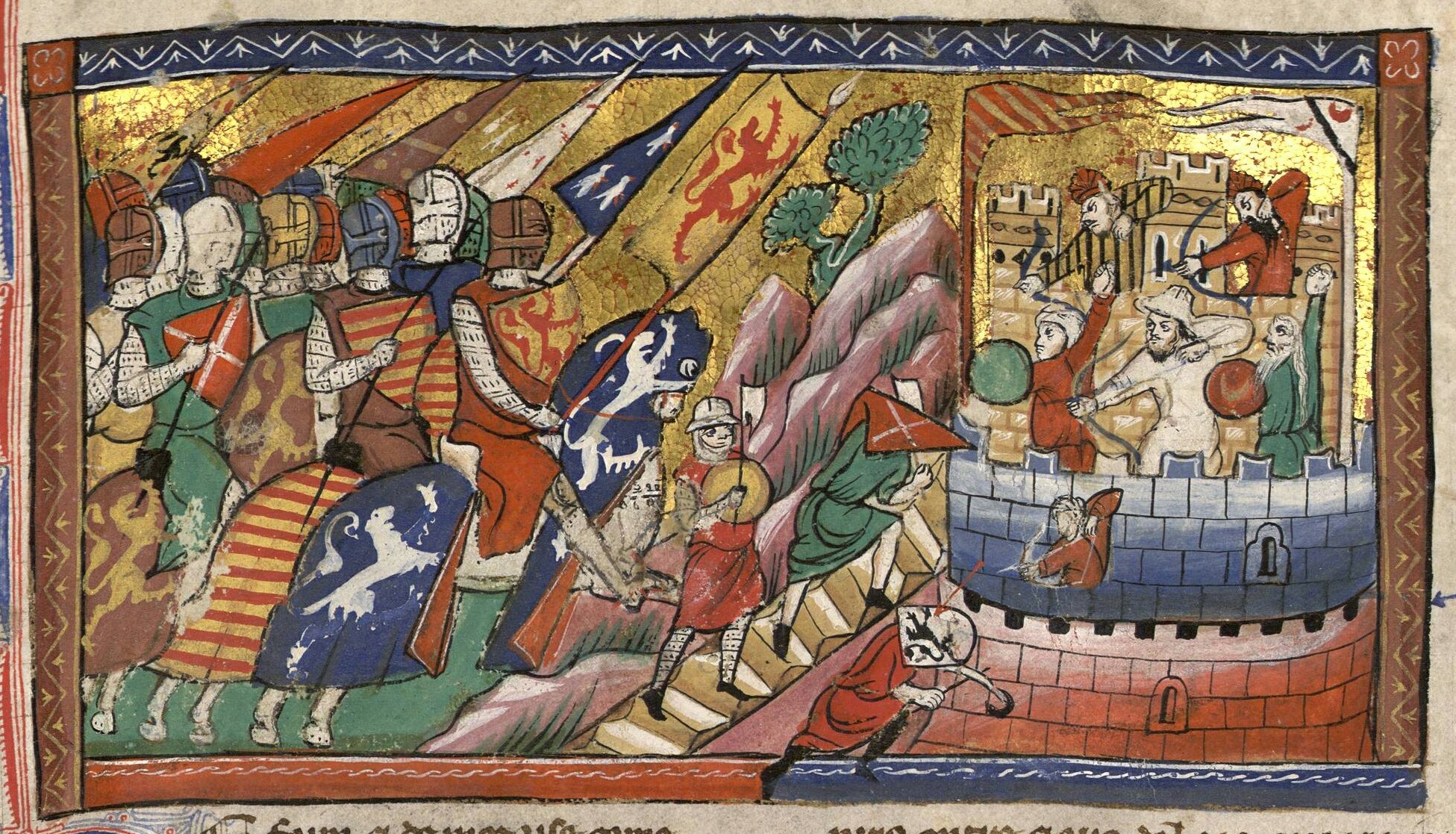
アンティオキアの戦い、13世紀の写本挿絵

3月、イングランド王位を主張していたエドガー・アシリング率いるイギリス船団が、エドガーの亡命先であるコンスタンティノープルから聖シモン港へと到着した。彼らは攻城兵器構築用の木材など補給物資を多数運び込んだが、3月6日にレーモンとボエモンの軍勢が補給物資とともに海岸からアンティオキア城下に戻る途中（彼らは互いに、相手が単独で補給物資を運べるとは信用していなかった）、ヤギ＝シヤーンの守備隊の別働隊に襲われてそのほとんどを失った。ゴドフロワの援軍の到着で別働隊は撃退され残った補給物資は確保された。エドガーは皇帝アレクシオス1世コムネノスから船団や資材などの提供を受けていたが、十字軍はこれを東ローマ帝国による直接の援助とは考えなかった。
十字軍は資材を使い攻城塔を組み立て始めたほか、「ラ・マオメリー」（La Mahomerie）と名付けた砦も築いた。この砦でアンティオキア市の「橋門」を塞ぐことにより、ヤギ＝シヤーンの軍勢が城外へ出て聖シモン港やアレクサンドレッタ港から十字軍への補給路を襲うことを防ごうとしたもので、レーモンがこの砦に兵を置いた。また、城内への補給物資の搬入口となっている聖ゲオルギオス門に対しては、すぐそばの放棄された修道院を修復して砦とし、タンクレードが兵を置いた。年代記ではこの修道院跡はタンクレードの砦と呼ばれている。こうしてようやく十字軍はアンティオキアの封鎖にある程度成功する。春が近づくにつれ十字軍の食糧事情も好転した。

### ファーティマ朝の使者
4月、エジプトのファーティマ朝からの使者が十字軍の陣営に到着した。彼らは、十字軍との和平を締結し、共通の敵であるセルジューク朝に対する挟撃を行うことを求めていた。アラビア語に堪能な隠者ピエールが交渉に当たった。
しかしながら、交渉は成り立たなかった。ファーティマ朝は、十字軍は東ローマ帝国の傭兵のようなものと考えており、もしファーティマ朝の領土であるパレスチナに攻め込まないと合意すれば、十字軍がシリアを領有することを認める準備があった。しかし十字軍はエルサレム領有につながらないどのような案も受け容れようとはしなかった。決定的な合意には達しなかったものの、ファーティマ朝の使者は良い待遇を受け、3月に十字軍がヤギ＝シヤーンの軍から奪った品物などを土産として持たせた。

## アンティオキアの陥落

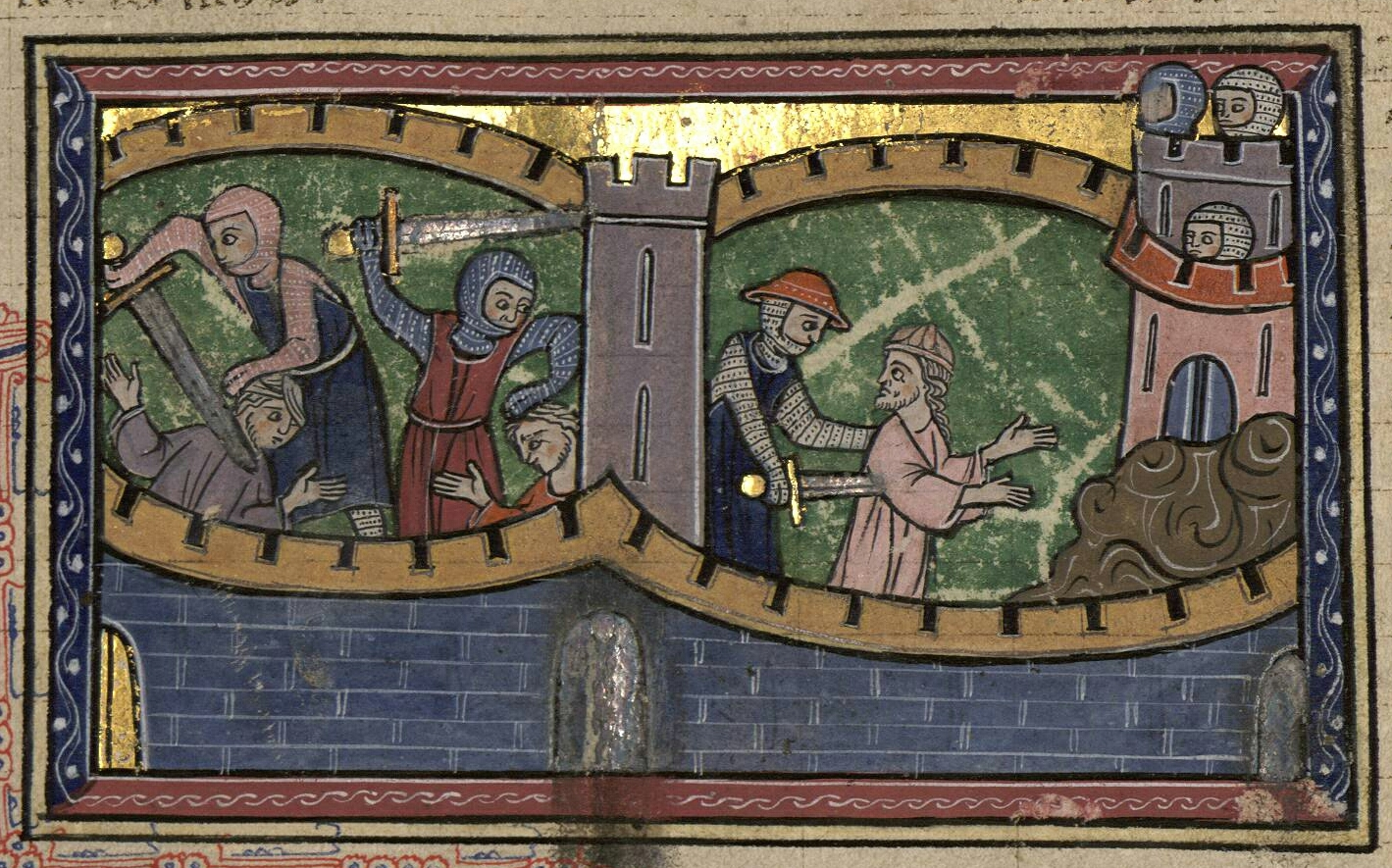
アンティオキアの陥落と虐殺。中世の写本挿絵

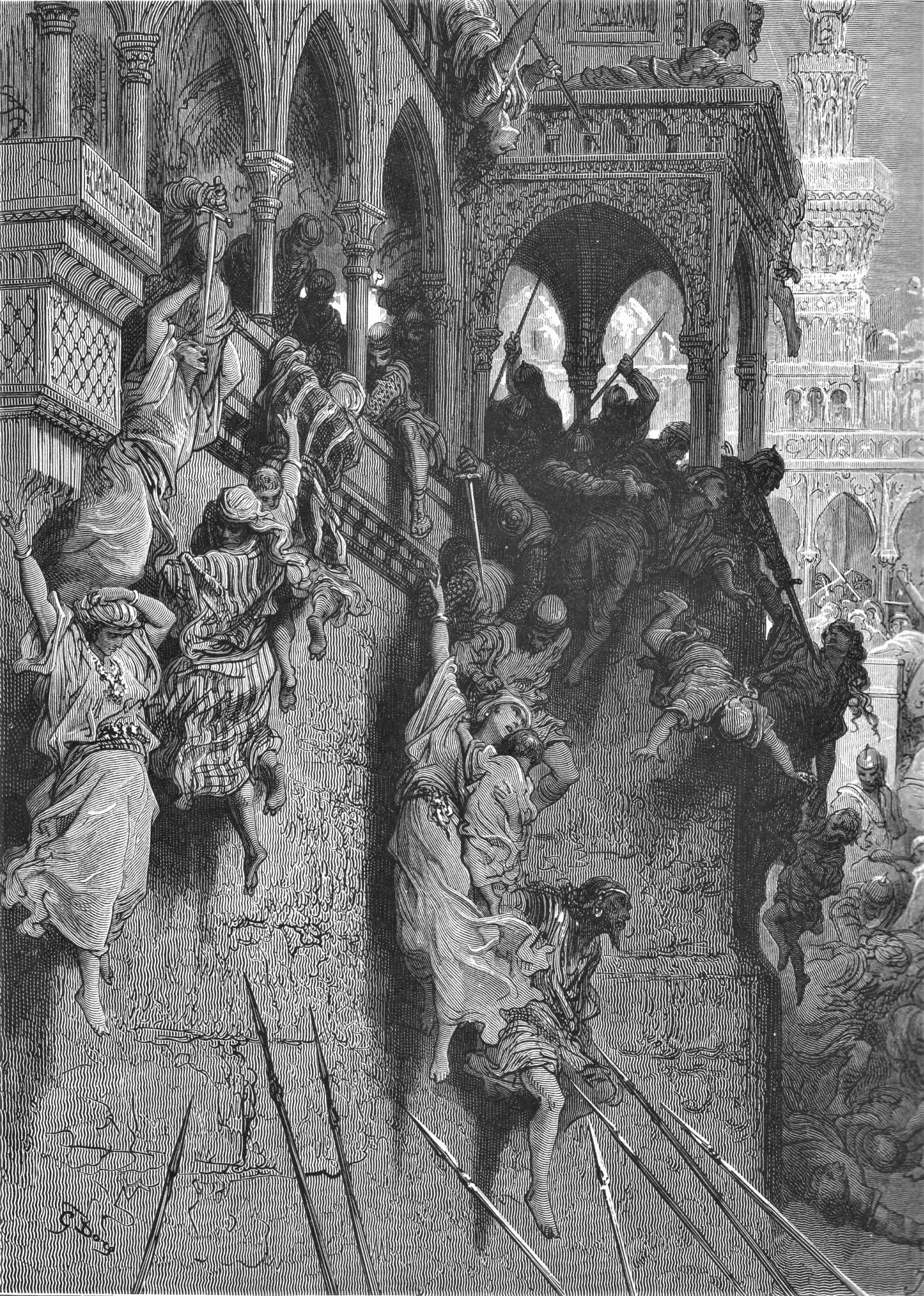
『アンティオキアの虐殺』、ギュスターヴ・ドレの版画

包囲戦はなおも続いた。1098年5月末、北メソポタミアのモースルの領主だったケルボガ（Kerbogha, カルブーガ）はヤギ＝シヤーンの救援に応じ、大軍を率いてアンティオキアに向かった。これは、それまでのどの援軍よりもずっと大きな規模であった。ケルボガはディヤール・バクルのアルトゥク家の軍勢やペルシャの軍勢も率いており、途中でダマスカスのドゥカークやアレッポのリドワーンの軍とも合流した。しかしケルボガ率いる軍はなかなかアンティオキアに着かなかった。彼は途中で十字軍に占領されたエデッサ（1098年初頭、十字軍本隊から別行動をとったブーローニュのボードゥアンが町を占領し、エデッサ伯国を築いていた）に向かい、3週間ほど攻城戦をしたものの、落とすことができなかった。ケルボガのこうした寄り道により、迎え撃つ十字軍には時間の余裕が生まれた。
ケルボガの大軍は、兵力に劣る十字軍にとっては非常に脅威的であった。十字軍は、どのような手を使ってでも必ず、ケルボガの大軍が来る前にアンティオキアを落とさねばならないことを理解していた。ボエモンは、アンティオキアの「二人姉妹の塔」の守備責任者であったアルメニア人衛兵フィルーズ（Firouz）と密かに連絡を取ることに成功した。フィルーズはヤギ＝シヤーンに憎悪を抱いていたため、ボエモンからの賄賂の申し出に応じて門を開けることを約束した。ボエモンは他の十字軍指導者らに対し、もし戦後アンティオキアを領有することを認めてくれるなら、他の者もフィルーズが開けた門を通ってアンティオキア市内に入ってよいと申し出た。レーモンは怒り、1097年にコンスタンティノープルを発つときに約束したとおり、陥落させた町は全て皇帝アレクシオスに引き渡すべきではないのかと主張した。しかし、ゴドフロワ、タンクレード、ロベールら他の諸侯は、ケルボガ軍接近という不利な状況にあることからボエモンの要求を呑んだ。
6月2日、長引く包囲戦に耐えかねたブロワ伯エティエンヌらが、ついに陣営を出て十字軍を離脱し、タルスス方面に戻ってしまった。しかしこの同じ日、ボエモンらによる市内潜入が始まろうとしていた。フィルーズはボエモンに、近くまで迫っているケルボガに面会するふりをして行軍に出てアンティオキア城内の守備隊を油断させ、そのまま夜にアンティオキアに戻ってきて城壁にはしごをかけて登るよう指示した。同日夜、潜入は成功した。フィルーズは城門を開け放ち、たちまち十字軍が市内になだれ込み虐殺が始まった。市内にいたキリスト教徒も呼応して他の城門を開け放ち、そのままテュルク人守備隊に対する虐殺に加わった。しかし十字軍はムスリムの市民だけでなくキリスト教徒の市民に対しても虐殺を行った。犠牲者の中にはフィルーズの兄弟も含まれていた。ヤギ＝シヤーンは混乱に陥ったアンティオキアを脱出したが、市外でシリア人キリスト教徒に捕まり、断首され、その首はボエモンの元に届けられた。

## 第二回攻囲戦

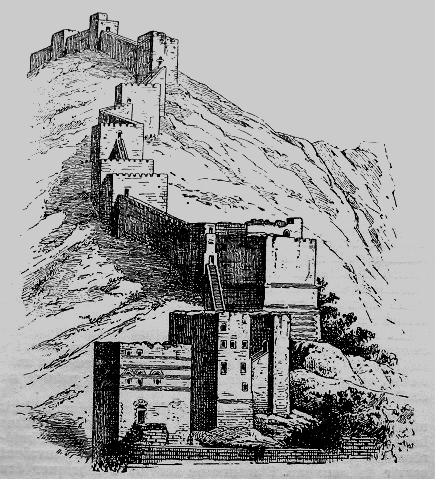
十字軍の頃のアンティオキア市の城壁。険しいシルピウス山の頂上にまで続いており、頂上には城塞がある

6月3日が終わるころには、十字軍は市内のほとんどを制圧していた。しかし、山頂にある城塞だけはまだ落とすことができなかった。城塞にはヤギ＝シヤーンの息子シャムス・アッ＝ダウラ（Shams ad-Daulah）が立てこもり抵抗を続けていた。教皇使節アデマールはイオアンニス7世を解放して再びアンティオキア総主教とした。アデマールは、ボエモンがアンティオキア領有を主張する状況のなか、少しでも正教会や東ローマ帝国との関係を良好に保とうとした（後にアンティオキア公国が成立するとカトリック系のアンティオキア総主教も立てられ、イオアンニス7世は最後にはコンスタンティノープルへ追放される）。
しかし城内は食糧不足であり、ケルボガ軍も近くに迫っていた。ケルボガはアンティオキア陥落の2日後である6月5日になってようやくアンティオキアに到着した。彼は6月7日、城内への突入を試みるが難攻不落の城壁に跳ね返された。ケルボガは戦法を攻囲戦に切り替え、6月9日までに十字軍が立てこもるアンティオキア市に対する包囲を完成させた。こうして十字軍は逆に攻囲戦を仕掛けられる側になってしまった。
城内の十字軍のうち多数がケルボガ軍が到着するまでにアンティオキアを脱走し、タルススにいたブロワ伯エティエンヌらに合流した。エティエンヌらはアンティオキアに引き返し、ケルボガ軍が市を包囲して近くに陣営を張っているのを見て、もう城内の十字軍に望みは無いと考えた。他の脱走兵らもこれを確認した。コンスタンティノープルに戻る途中、ブロワ伯エティエンヌほか十字軍脱走者は、十字軍支援のために首都を出てきた皇帝アレクシオス1世コムネノスの軍に出あい、皇帝に面会した。事情を知らない皇帝は十字軍の現況を尋ねたが、エティエンヌは他の十字軍将兵はみな戦死したと説明した。皇帝アレクシオスは自らの偵察兵からもアナトリア半島に他のセルジューク軍が迫っていると聞き、戦いを避けるためにコンスタンティノープルへ引き返した。

### 聖槍の発見

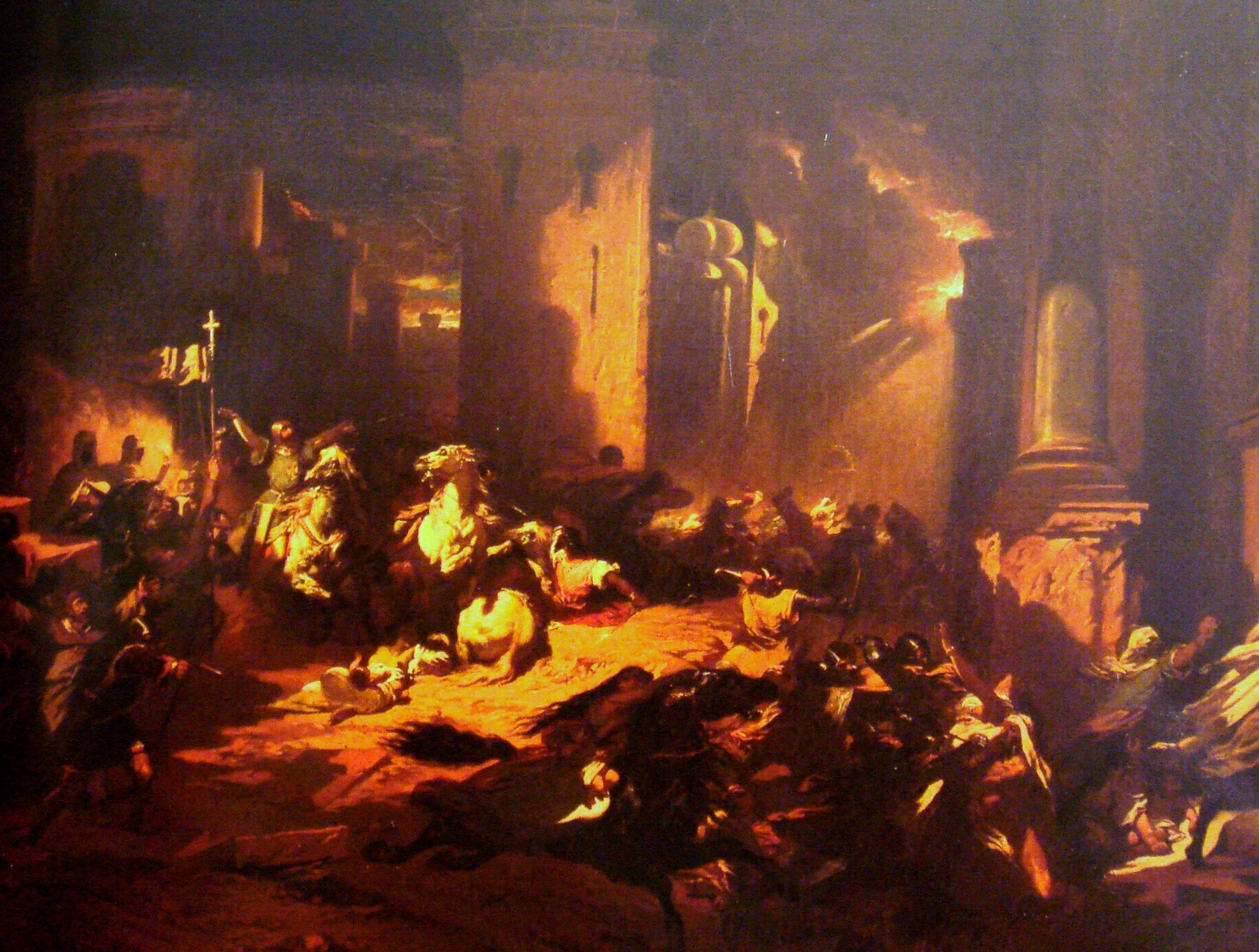
陥落したアンティオキアとタラント公ボエモン

そのころ包囲されたアンティオキアでは、6月10日、一行の中にいたペトルス・バルトロメオという貧しい修道士が諸侯らの前に進み出た。彼は聖アンデレを幻視し、「この市内に聖槍がある」という言葉を受け取った、と主張した。飢える十字軍の一行の中には聖人を幻視したり幻覚を見たりする者も多く、ヴァランスのステファヌスという修道士はイエス・キリストと聖母マリアを幻視したと報告した。6月14日には流星が敵陣のほうに落ちるのが見え、吉兆と解釈された。

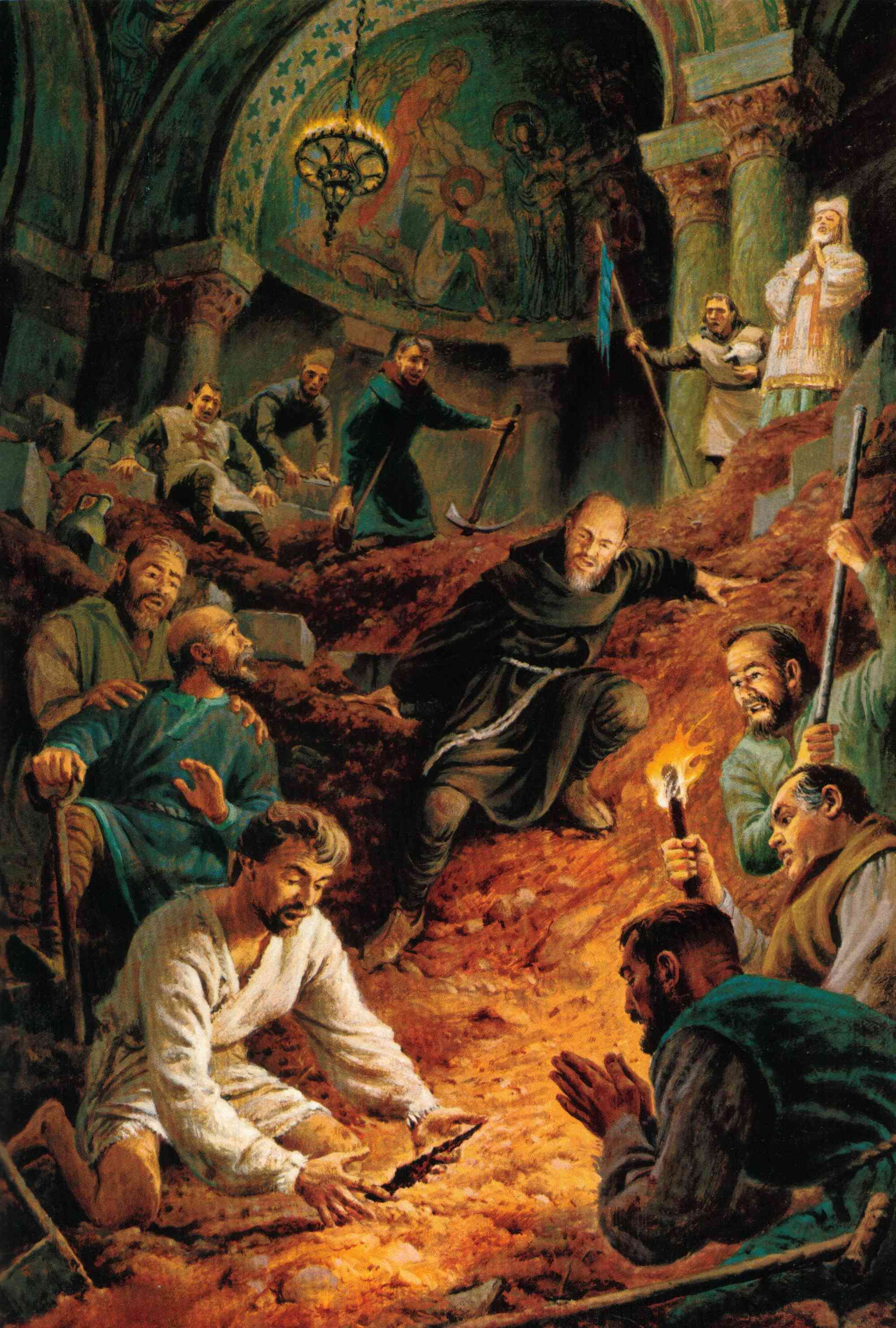
聖槍の発見

教皇使節アデマールは聖槍や幻視などには懐疑的で、特に聖槍をコンスタンティノープルで見たばかりだったのでアンティオキアで見つかるなど笑止千万と考えた。しかしレーモンはペトルス・バルトロメオの言葉を信じた。レーモンをはじめ、年代記作者レーモン・ダジール（Raymond of Aguilers）、オランジェ司教ギヨーム（William, Bishop of Orange）らは6月15日から市内の聖ペテロ聖堂の地下を掘り始めた。何も見つからず徒労かと思われたそのとき、ペトルス・バルトロメオは自ら穴の中に入り、底に降り立つと、土の中から槍の先を取り出して見せた。レーモンはこれを聖槍だと信じ、この事態で聖遺物が発見されたのは、降伏するよりも包囲を生き延びて最後の戦いに備えよという神のしるしに違いないと考えた。ペトルス・バルトロメオはさらに別の幻視を見たと報告した。それは聖アンドレが十字軍に5日間の断食を行うことを指示し（もっとも、断食をしなくてももう食べるものはないのだが）、そうすれば十字軍は大勝利を収めるだろう、という内容だった。ボエモンも聖槍発見には懐疑的だったが、その発見の知らせが十字軍将兵の士気を高めたことは疑いようが無かった。
ケルボガの宿営に放ったスパイからは、陣営内では言い争いが絶えないという報告もあった。リドワーンやドゥカークといったシリアの領主たちには、モースルから来たケルボガが、戦いに勝った後でシリアでの権利をより一層主張してくるのではないかとの疑念があった。シリアの領主たちにとってケルボガは、得体の知れない西洋人侵略者とは違い、より現実的な脅威であった。
6月27日、隠者ピエールはボエモンの使者としてケルボガの陣営に赴いた。しかし交渉は成果無く終わり、セルジューク軍との戦いはもはや避けがたいものと感じられた。ボエモンは十字軍を6つの分隊に分けた。彼はそのうちの1つを直接指揮し、残る5つは、ユーグ・ド・ヴェルマンドワとフランドル伯ロベールの分隊、ゴドフロワ・ド・ブイヨンの分隊、ノルマンディー公ロベールの分隊、タンクレードおよびベアルン子爵ガストンの分隊、教皇使節ル・ピュイのアデマールの分隊であった。そのころ病気に倒れていたレーモンは200人ほどの兵士と共に市内に残り、山頂の城塞に対する守備を行うことにした。山頂の城塞は、シャムス・アッ＝ダウラから、ケルボガの派遣した武将アフメド・イブン・メルワーン（Ahmed Ibn Merwan）へと引き渡されていた。

## アンティオキア城外の戦い

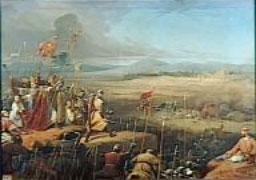
ボエモン率いる十字軍と、ケルボガ率いるムスリム連合軍の、アンティオキア城外での戦い

6月28日月曜日、十字軍の将兵は、聖槍をかかげるレーモン・ダジールを先頭に、城門から城外へと突撃した。ケルボガにとっては城門を出る兵を個別撃破する機会であったが、部下の将軍たちは、攻撃すると後続の兵がまた城内に戻ってしまう、個別に叩くよりも十字軍全軍が出たあとに大軍で一気に片をつけよう、と主張し、ケルボガもこれに反対することは避けた。しかしケルボガらは、十字軍の規模を実際よりも少なく考えており、城外に出た十字軍全軍が思いのほか多かったことに気付く。
ケルボガ軍の弓兵や弓騎兵らは十字軍の騎士らに盛んに弓矢を浴びせた。ケルボガは退却を装って十字軍を不利な地形におびき寄せようとした。十字軍の左翼は川に守られていなかったため、ケルボガは分隊を出して攻撃を仕掛けたが、ボエモンはすぐさま7つ目の分隊を組織し、敵分隊を背後から撃破した。テュルク連合軍は十字軍に大きな損害を与え、アデマールの軍旗を持っていた兵士など多くが倒れた。ケルボガは自軍と十字軍の間の草地に火を放ったが十字軍はこれにひるまなかった。言い伝えによれば、十字軍は聖ゲオルギウス、聖デミトリオス、聖マウリティウスの3人の聖人が彼らと共に騎馬で進軍する幻を見たという。
戦いは短時間であった。十字軍がケルボガのいる戦列にたどり着く前に、ダマスカス王ドゥカークらは相手が多すぎると次々に逃亡してゆき、連合軍は崩壊状態となった。これによりケルボガの軍は人数での優位を失い、ケルボガも撤退を強いられる羽目になった。こうしてムスリムの連合軍は十字軍の前に敗北した。

## 戦いの後

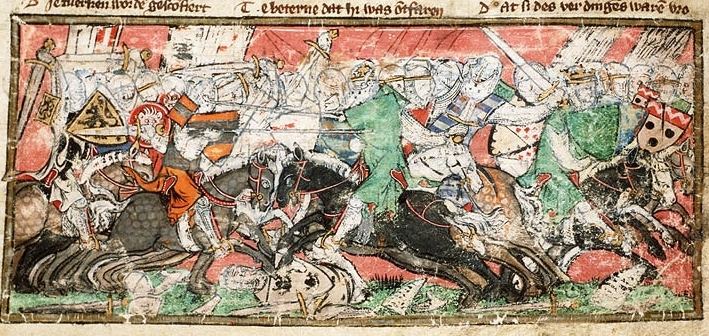
十字軍とトルコ人の戦い、14世紀の写本挿絵

ケルボガらの軍勢が去った後、アフメド・イブン・メルワーン率いる城塞の軍勢もついに降伏した。ただしボエモン個人に対しての降伏で、レーモンらに対しての降伏ではなかった。これはレーモンらが知らないうちに示し合わせての降伏であった。かねてからの公言どおりボエモンはアンティオキア市の領有を主張し、反対するアデマールやレーモンと対立した。ユーグ・ド・ヴェルマンドワとエノー伯ボードゥアンはコンスタンティノープルにアレクシオス1世の援軍を要請するために使いに出されたが、ボードゥアンはアナトリア半島の道中で伏兵にかかり、そのまま行方不明となっている。
アレクシオス1世は、援軍要請に対し、アンティオキアの領有を宣言するための軍勢の派遣に興味を示さなかった。ボエモンは、アレクシオス1世は十字軍を見捨てたと主張し、皇帝に対する誓いは全て無効になったと議論した。ボエモンとレーモンはヤギ＝シヤーンの宮殿を共有していたものの、市街のほとんどはボエモンの支配下にあり、山頂の城塞にはボエモンの軍旗がはためいていた。この不仲に対して後世の歴史家が共通して述べる仮説には、北フランスのフランク人、南フランスのプロヴァンス人、南イタリアのノルマン人という十字軍を構成する諸侯は、それぞれ別々の民であるという意識を持っており、それぞれが自らの地位を高めようと行動したためというものがある。これに対し、諸侯それぞれの個人的な野心に原因を帰する議論もある。

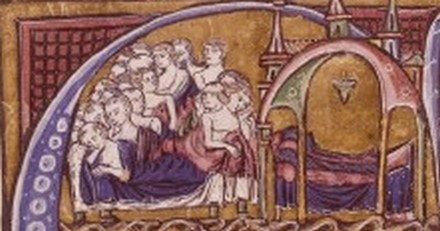
アンティオキアに広がる疫病

十字軍の進軍はアンティオキアで止まったままとなった。陥落後のアンティオキアではチフスと見られる疫病が蔓延した。8月1日には対立する諸侯のまとめ役だった教皇使節アデマールが病没し、十字軍は指導者不在の状態になりつつあった。9月に入ると諸侯はローマ教皇ウルバヌス2世に対してアンティオキアの支配を頼む書簡を送っているが、教皇はこれを断っている。1098年の夏以降、十字軍はアンティオキア近郊の農村地帯を支配下に置いたものの、もはや軍馬の数は少なくなっており、ムスリムの農民たちも食糧の提供を拒んだため、飢餓が十字軍内に広がった。弱小騎士や兵士らは次第に落ち着かなくなり、争う諸侯を残して自分たちだけでエルサレムへ向かうぞと脅し始めた。11月には巡礼者らがエルサレム行きを求めて、会議中の諸侯たちを突き上げる事件も起きている。さらに同じく11月から12月にかけて、十字軍が小都市マアッラを攻囲戦で陥落させた後、住民を殺戮して鍋で煮たり串で焼いたりという人肉食を行う出来事も起こっている。11月、レーモンは平穏に十字軍を進めるため、また叛乱を起こしかねない飢えた兵士らをなだめるため、ついにアンティオキア支配を言い張るボエモンに屈してしまった。こうして1099年1月、晴れてアンティオキア公国初代公爵となったボエモンを後に、レーモンに率いられた十字軍は南への進軍を再開した。十字軍はファーティマ朝の領内に入り、同年6月、十字軍はエルサレム攻囲戦に取り掛かる。

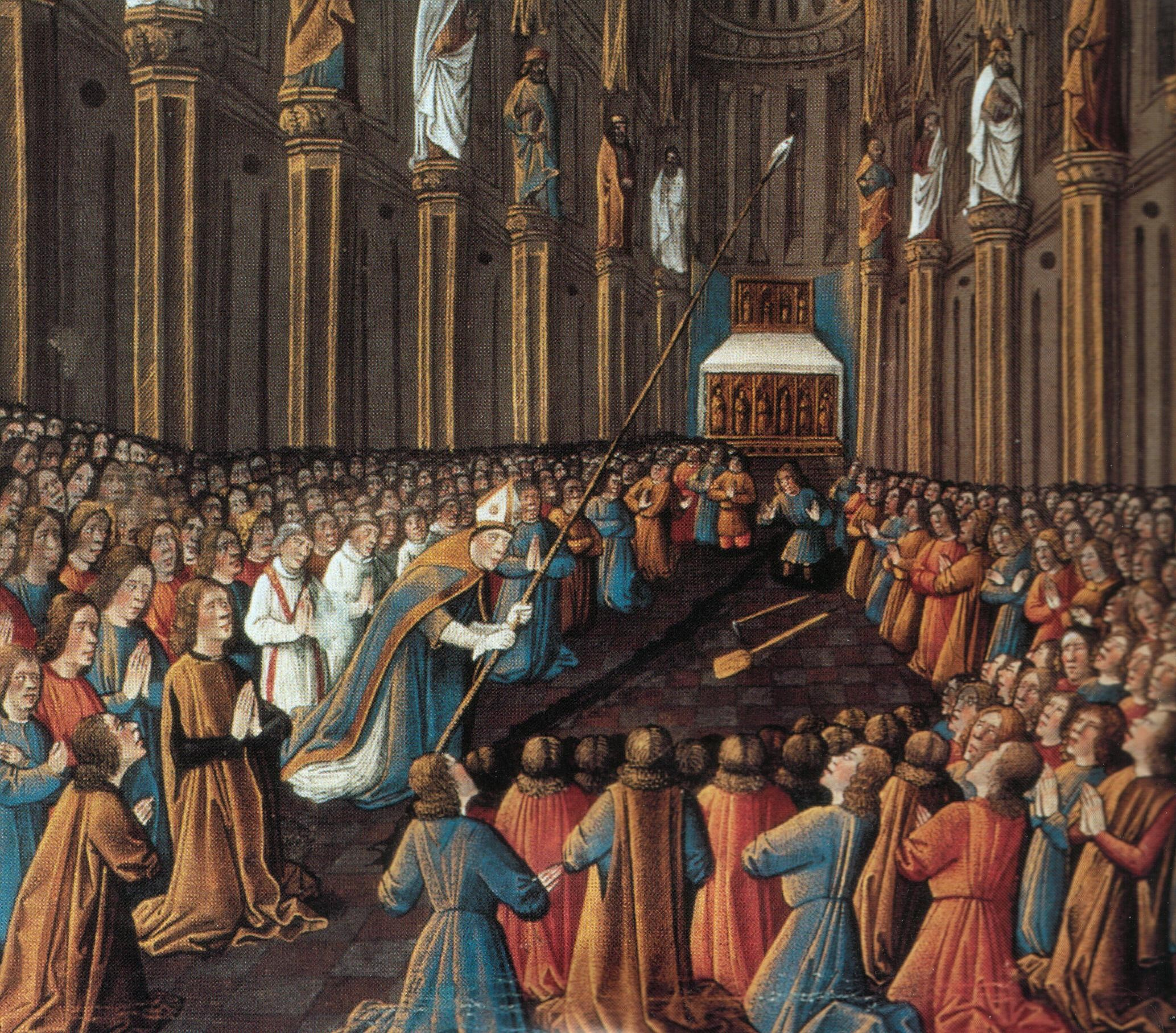
聖槍発見を描いた15世紀の絵画

ペトルス・バルトロメオによる聖槍発見の経緯や幻視はあまりにも当時の状況にとって都合が良いものだったため、彼は嘘つき呼ばわりもされている。十字軍がエルサレムを前にしていた1099年4月、聖書の国らしく聖書にあるような神明裁判を行おうという声が上がり、ペトルス・バルトロメオは自らが神聖なものに導かれているのを証明するために、火のついた板壁に挟まれた隙間を通る試練に挑んだ。しかし彼は酷く火傷を負い、12日間苦悶した後に死亡したという。後世には、ペトルス・バルトロメオは真に幻視を見、本物の聖槍を発見したという話が伝わることになった。
アンティオキア攻囲戦はヨーロッパに伝わり、あっという間に武勲詩の題材となり伝説化が進んだ。まだ戦いの記憶が生々しい12世紀初頭には早くも、『アンティオケの歌』（Chanson d'Antioche）のような武勲詩も誕生している。